# Canguçu
Canguçu ist eine Stadt mit knapp 56.000 (Stand 2018) Einwohnern im Bundesstaat Rio Grande do Sul im Süden Brasiliens. Sie liegt etwa 270 km südwestlich von Porto Alegre. Benachbart sind die Orte Encruzilhada do Sul, Amaral Ferrador, Cristal, Cerrito, Morro Redondo, Pelotas, São Lourenço do Sul und Piratini.

## Söhne und Töchter
- Octaviano Pereira de Albuquerque (1866–1949), römisch-katholischer Geistlicher, Bischof von Campos
- Marinez Bassotto (* 1971), Bischöfin der Igreja Episcopal Anglicana do Brasil